# Frédérik Deburghgraeve
Frédérik Edouard Robert "Fred" Deburghgraeve, född 1 juni 1973, är en belgisk före detta simmare.
Deburghgraeve blev olympisk guldmedaljör på 100 meter bröstsim vid sommarspelen 1996 i Atlanta.